# Calypso (nave)
Calypso è la nave che l'oceanografo Jacques-Yves Cousteau equipaggiò come laboratorio mobile per ricerche sul campo.

## Storia

### Dragamine della Royal Navy (1941–1947)
La Calypso era in origine un dragamine (classe BYMS sottoclasse della classe Classe YMS-1) costruito dalla statunitense Ballard Marine Railway Company di Seattle, per conto della Royal Navy britannica.
Costruita con lo scafo in legno a partire dal 12 agosto 1941 col nome di BYMS-26, fu varata il 21 marzo 1942. Entrata a far parte della Royal Navy nel 1943 come HMS J-826 e assegnata al servizio attivo nel Mar Mediterraneo. Riclassificata come BYMS-2026 nel 1944, venne lasciata a Malta e tolta dal servizio nel 1947.

### Traghetto maltese (1947–1950)
Diventata un traghetto tra Malta e Gozo dopo la Seconda guerra mondiale venne chiamata Calypso in onore della ninfa omonima, la cui isola di Ogigia era associata a Gozo (in cui vi è la grotta di Calipso in prossimità della spiaggia di Ramla).

### Nave per ricerche oceanografiche (1950–1997)
Il milionario irlandese Thomas Loel Guinness M.P. comprò la nave nel 1950 e la affittò a Cousteau per il prezzo simbolico di un franco francese l'anno. Cousteau la ristrutturò e trasformò in una nave da ricerca e base di supporto per le immersioni e le ricerche oceanografiche.
Era dotata di numerose apparecchiature per studi oceanografia e biologia marina, tra cui una sala per osservazioni subacquee posta tre metri sotto la linea di galleggiamento.
Nel gennaio 1996 una chiatta inavvertitamente speronò la Calypso nel porto di Singapore e la danneggiò. Dopo questo incidente la nave fu trasportata nel porto di Marsiglia e, dopo un periodo di riparazioni, rimorchiata nel 1998 nel bacino di carenaggio del Museo Marittimo di La Rochelle, per farla diventare un museo galleggiante. Il progetto venne ritardato da problemi burocratici che impedirono l'inizio dei lavori di conversione. Nel novembre 2004 fu stipulato un accordo fra la Carnival Cruise Lines e la Società Cousteau: la Carnival dichiarò che avrebbe rimesso in sesto la Calypso per una spesa complessiva di 1,3 milioni di dollari per poi destinarla al ruolo di Museo della Ricerca Oceanografica nelle Bahamas.
Nel novembre 2005 ha avuto luogo un processo tra la Società Cousteau, presieduta da Francine Cousteau, seconda moglie di Jacques, e il figlio dell'esploratore Jean-Michel Cousteau, riguardo all'eredità dell'imbarcazione. La Società Cousteau ha vinto la causa e divulgato un piano secondo cui avrebbe mandato la Calypso negli Stati Uniti per le necessarie riparazioni. Tuttavia, i piani sono cambiati e l'11 ottobre 2007 la nave è finalmente salpata da La Rochelle per essere restaurata presso i cantieri navali Piriou a Concarneau, dove è arrivata il giorno dopo.

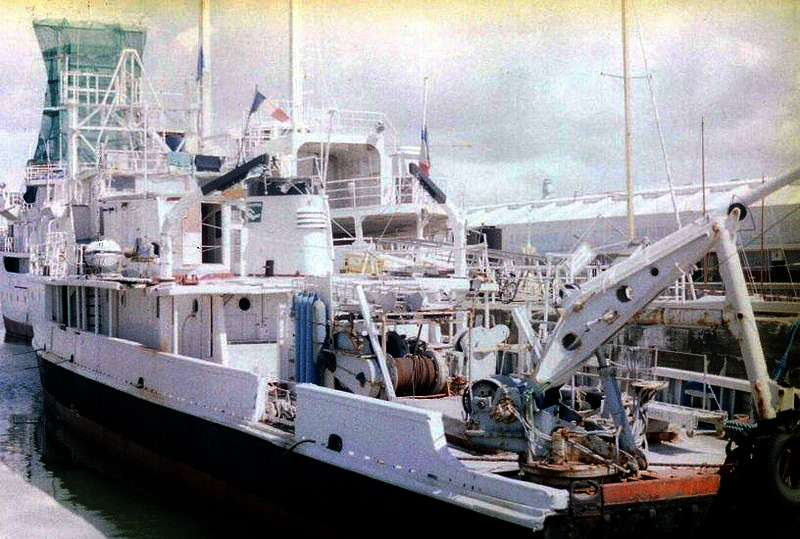
La Calypso a La Rochelle.

## LaCalypsonella cultura di massa
John Denver scrisse nel 1975 una canzone intitolata "Calypso" come tributo alla nave e al suo equipaggio.
Il musicista francese Jean-Michel Jarre scrisse nel 1990 una composizione in quattro parti in onore della nave e del suo comandante, intitolata "Waiting for Cousteau".
Bill Murray fu attore in un film parodia della vita di Cousteau intitolato Le avventure acquatiche di Steve Zissou. Nel film Zissou viaggia per i mari in una nave chiamata Belafonte, riferimento indiretto alla Calypso in quanto Harry Belafonte è un noto musicista statunitense che suona la cosiddetta calypso music.